# Lista najwyższych budynków w Arlington
Arlington jest hrabstwem w USA, w stanie Wirginia. Znajdują się tutaj jedynie 2 budynki powyżej 100 metrów wysokości, nie ma tu budynków przekraczających 200 metrów wysokości.

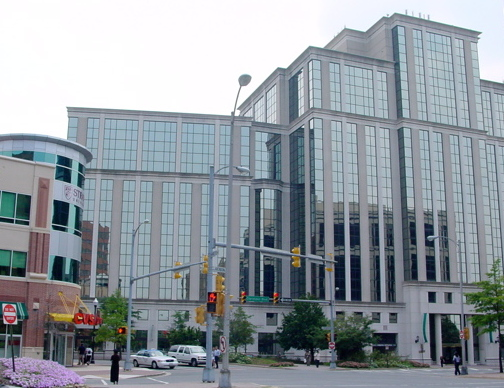

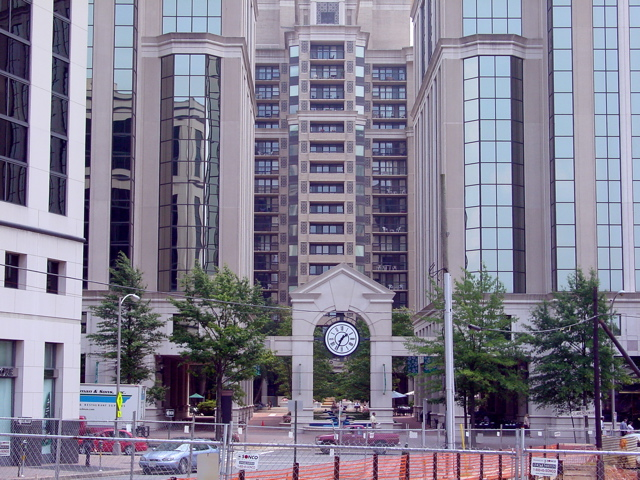

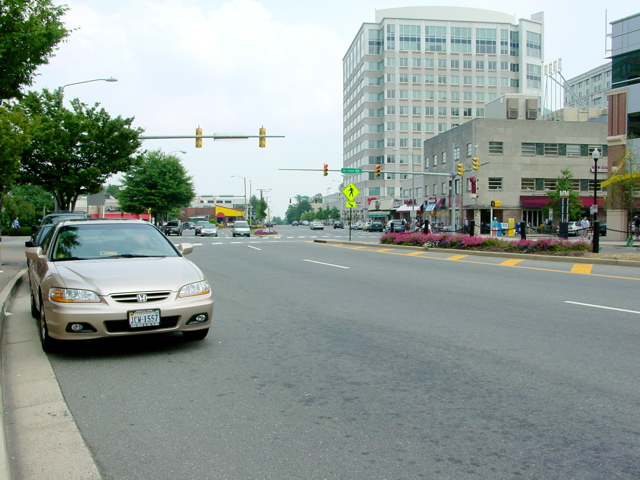

## 10 najwyższych budynków
| Ranking | Budynek                   | Wysokość strukturalna | Liczba pięter | Rok budowy |
| ------- | ------------------------- | --------------------- | ------------- | ---------- |
| 1.      | Rosslyn Twin Tower Two    | 116 m                 | 31            | 1982       |
| 2.      | Rosslyn Twin Tower One    | 116 m                 | 32            | 1980       |
| 3.      | Rosslyn Metro Center II   | 91 m                  | 27            | 2002       |
| 4.      | 1801 North Lynn Street    | 86 m                  | 24            | 2002       |
| 5.      | 1300 17th Street North    | 76 m                  | 19            | 1980       |
| 6.      | Arlington Hilton & Towers | 75 m                  | 26            | 1989       |
| 7.      | Ballston Place            | 74 m                  | 24            | 2001       |
| 8.      | Ballston Tower            | 72 m                  | 15            | 2000       |
| 9.      | Freedom Forum             | 70 m                  | 18            | 1988       |
| 10.     | Bella Vista               | 68 m                  | 21            | 1989       |

Obecnie (luty 2007) w budowie znajdują się kompleks Waterview (24-piętrowy budynek biurowy i 29-piętrowy budynek mieszkalny z hotelem, planowane ukończenie w 2007 roku) i mieszkalna Turnberry Tower (25 pięter, obecnie prowadzone jest wyburzanie istniejącego poprzednio w tym miejscu hotelu sieci Best Western). Budynki te będą mierzyły około 90–100 m wysokości.